# Ashton Hall
Ashton Hall er en stor genopbygget herregård fra 1300-tallet, der ligger i sognet Thurnham, Lancashire, England. Den ligger knap 5 km syd for byen Lancaster på østbredden af floden Lune.
Den er på National Heritage List for England som listed building af 1. grad, og ejes af Lancaster Golf Club.